# 范輅
范輅（1474年—1536年），字以載，號逮咎子、質菴、三峯，湖廣郴州直隸州桂陽縣人，明朝政治人物。

## 生平
弘治十一年（1498年）戊午科湖廣鄉試第二十四名舉人，正德六年（1511年）辛未科三甲第十三名進士。授行人司行人，升南京監察御史。明武宗多年無子，范輅與同僚以宋仁宗收養宋英宗為例，請擇宗室賢者在宮中為養子，朝廷不予批報。
范輅前後論劾太監黎安、劉瑯及衛官簡文、王忠，又稱馬姬有身孕，不應入宮，其語切直。十一年（1516年）清軍江西，寧王朱宸濠命諸司以朝服相見，范輅稱不可，上奏。十三年（1518年）論劾江西鎮守太監畢真貪虐十五事，反被畢真誣告，被逮捕下詔獄，當時適逢明武宗南巡，十四年（1519年）四月謫龍州宣撫司經歷。同年六月朱宸濠與畢真發動寧王之亂，被贛南巡撫王陽明平定，御史謝源、伍希儒等交章舉薦范輅。
正德十六年（1521年）四月明世宗即位，范輅起復原職，六月升福建按察司僉事，嘉靖元年（1522年）五月升江西按察司副使、兵備饒州，五年（1526年）正月致仕歸里。八年（1529年）獲刑部尚書胡世寧舉薦，起為山東按察司副使、兵備密雲，討伐礦賊有功，升陝西布政使司右參政、分巡隴右，駐鞏昌，協剿西蕃，九年（1530年）十月升福建按察使，丁母憂，服闋，十三年（1534年）起為山東按察使，九月升浙江右布政使，十五年（1536年）二月升福建左布政使，七月到任，十月中風，卒於官。

## 家族
曾祖范愈輝；祖父范志惠；父范應義，母朱氏。慈侍下。

## 延伸阅读
[在维基数据编辑]
 《國朝獻徵錄·卷之九十》，出自焦竑《國朝獻徵錄》
 《明史卷一百八十八》，出自《明史》